# Trille rouge
Trillium erectum
Espèce
Classification APG II (2003)
Le trille rouge (Trillium erectum) est une plante herbacée, vivace et rhizomateuse de la famille des Liliaceae (classification classique) ou des Melanthiaceae (classification APG II, 2003).
Noms communs : trille rouge, trille dressé, en : red or purple trillium, wakerobin, birth root, stinking benjamin, ill-scented trillium.

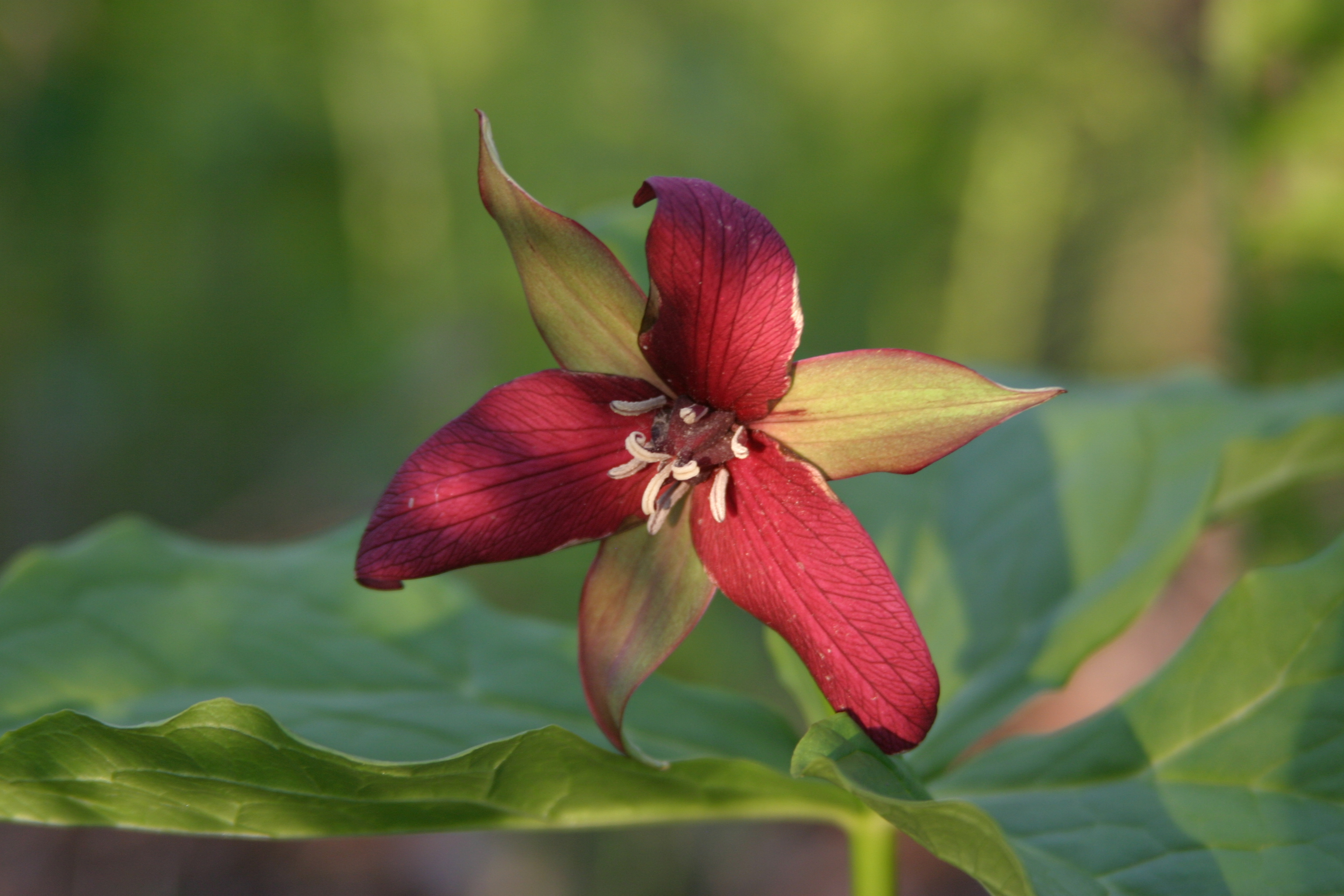
Trille rouge (Québec)

## Description

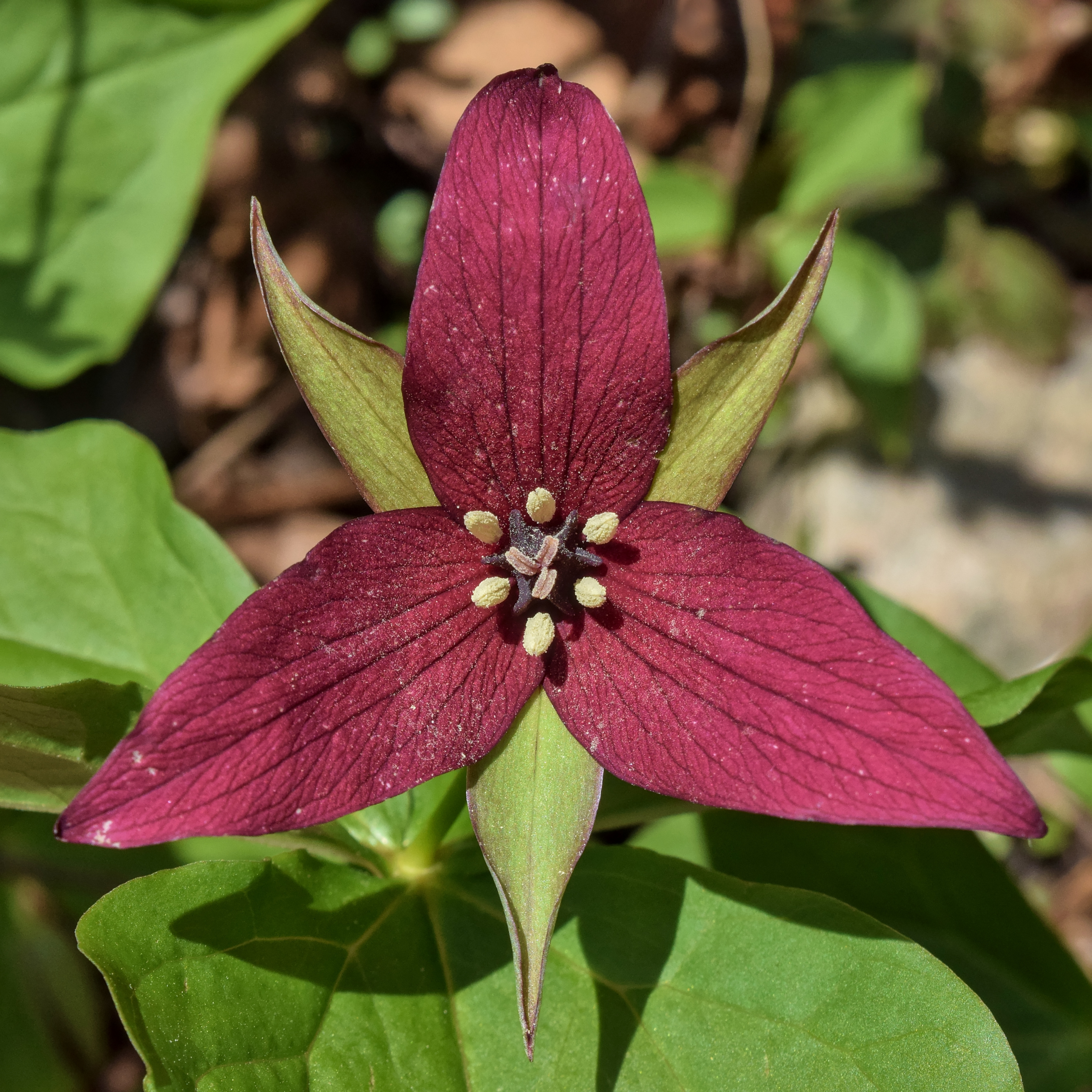
Trillium erectum, dans la Stephen's Gulch Conservation Area, Canada. Avril 2023.

Cette plante originaire de l'Amérique du Nord fleurit dans les forêts de feuillus ou les forêts mixtes au printemps. La fleur solitaire, de 5 à 7 cm de diamètre, comporte trois pétales rouge foncé et dégage une odeur de chien mouillé qui attire les mouches. Elle se dresse sur un pédoncule parfois recourbé, au-dessus d'un verticille de trois larges feuilles rhomboïdes sessiles et acuminées, rassemblées au sommet de la tige. Le fruit est une baie ovoïde, de couleur pourpre tirant sur le noir.

## Étymologie
Le nom de l'espèce vient du latin erectum, dressé.

## Aire de répartition
Canada : Ontario, Québec, Nouvelle-Écosse. 

États-Unis : Delaware, Géorgie (État), Nouvelle-Angleterre, Michigan, Pennsylvanie, Tennessee, Virginie-Occidentale.

## Utilisation
Les jeunes pousses peuvent se manger cuites comme légume, mais cette pratique est déconseillée puisqu'elle entraîne généralement la mort de la plante. Le rhizome et le fruit ne sont pas comestibles.

## Divers
Cette espèce est sujette à de nombreuses variations et anomalies, surtout vers le sud de son aire de distribution. Les fleurs sont parfois blanches (var. album) ou jaunes, voire bicolores.

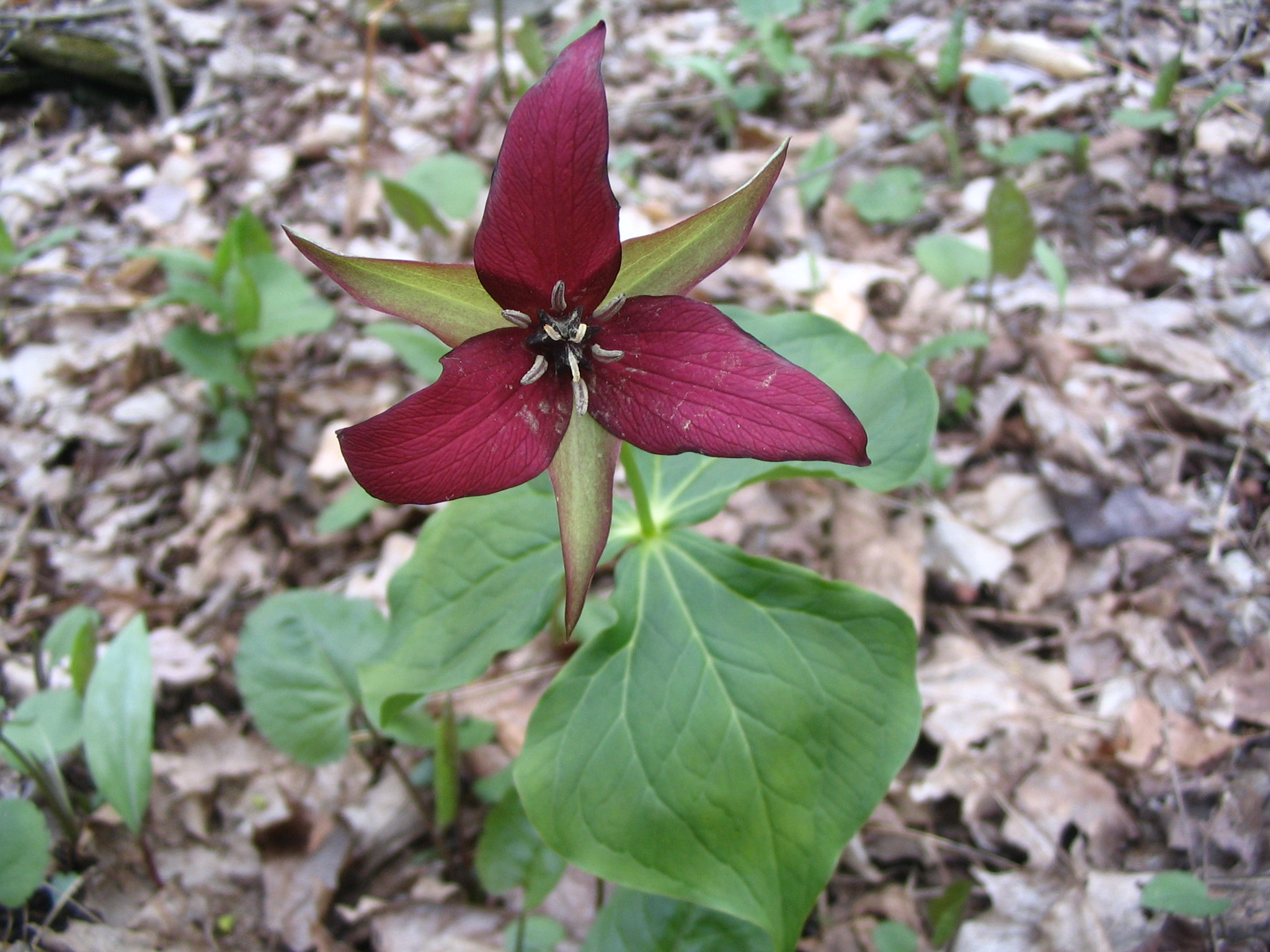
Trille rouge en sous bois en avril, vers Cayuga lake (NY)

## Sources
- (en) William A. Niering et Nancy C. Olmstead, The Audubon Society Field Guide to North American Wildflowers : Eastern Region, Alfred A. Knopf, New York, 1979  (ISBN 0-394-50432-1).
- (en) Roger Tory Petersen et Margaret McKenny, A Field Guide to Wildflowers : Northeastern and North-central North America, Houghton Mifflin, New York, 1996  (ISBN 0-395-91172-9).
- Frère Marie-Victorin, Flore laurentienne, Presses de l'Université de Montréal, Montréal, 1964  (ISBN 0-8405-0018-1).
- Gisèle Lamoureux et collaborateurs, Plantes sauvages printanières, Éditions France-Amérique, Montréal, 1979  (ISBN 2-89001-005-8).